# Ирса Сигурдардотир
Ирса Сигурдардотир (на исландски: Yrsa Sigurðardóttir) е исландска инженерка и писателка на произведения в жанра трилър, криминален роман и детска литература.

## Биография и творчество
Ирса Сигурдардотир е родена на 24 август 1963 г. в Рейкявик, Исландия. Завършва гимназия в Рейкявик през 1983 г. Получава бакалавърска степен по строително инженерство от Исландския университет през 1988 г. и магистърска степен по строително инженерство от университета „Конкордия“ в Монреал през 1997 г. След дипломирането си работи като инженер на язовира „Карнюка“ в източна Исландия, а после като ръководител на отдел на компанията „Централно отопление“.
Литературният ѝ дебют е през 1998 г. с детската книга „Датчаните бяха в беда“ (Þar lágu Danir í því). Впоследствие до 2003 г. са публикувани още няколко нейни книги за деца. През 2000 г. исландската секция на Международния съвет за книги за млади хора я награждава за книгата ѝ „Искаме Коледа през юли“ (Við viljum jólin í júlí).
През 2005 г. е издаден първият ѝ трилър „Третият знак“ от поредицата „Тоура Гудмундсдотир“. Главната героиня, умната и секси адвокатка и следовател Тоура Гудмундсдотир, се изправя пред предизвикателството да разследва жестокото убийство на германския студент по средновековна история Харалд Гунтлиб в Исландия. Макар полицията да арестува заподозрян извършител, тя и нейният нов сътрудник, германеца следовател Матю Райх, откриват, че са намесени средновековни вещерски практики, както в миналото, така и в настоящето, и че нищо не е такова, каквото изглежда. Книгата е приета много добре, преведена е на над 30 езика и е публикувана в над 100 страни по света.
През 2010 г. е издаден романът ѝ „Помня те“ (Ég man þig). Трима младежи от Рейкявик планират да възстановят порутена къща в изоставено село в Исландия, а по същото време в малък град в другия край на фиорда полицайката Дагни и психологът Фрейр разследват поредица от неестествени смъртни случаи. В един момент тези събития се пресичат, и зловещата истина почва да става видима. През 2017 г. романът екранизиран в едноименния филм с участието на Йоханес Йоханесон и Сара Асгейрсдотир.
През 2014 г. е издаден първият ѝ трилър „ДНК“ от поредицата „Фрея и Хюлдар“. В Рейкявик стават няколко брутални убийства. С разследването е натоварен следовател Хюлдар, който трябва да работи с детската психоложка Фрея, защото единствената свидетелка е само на седем годинки. В следващите романи от поредицата историите на разследванията отново са свързани с жертви или свидетели деца.
Криминалните ѝ романи се характеризират с особено мрачни сцени и фин афинитет към свръхестественото. Типично за авторката е съпоставянето на няколко повествователни направления, които – най-вече от глава на глава – се променят от една сцена в друга и техните връзки помежду си стават видими едва в хода на романа.
Заедно с писателя Рагнар Йонасон тя е съосновател на Международния фестивал за детективски романи „Исландски нояр“ (Iceland Noir). Член е на Асоциацията на писателите на криминални романи на Великобритания.
Ирса Сигурдардотир живее със семейството си в Селтярнарнес, предградие на Рейкявик.

## Произведения

### Самостоятелни романи
- Ég man þig (2010) – награда за исландска криминална литература[1][2]
- Kuldi (2012)
- Lygi (2013)
- Bráðin (2020)
Плячка, изд. „Емас“ (2023), прев. Емилия Ничева-Карастойчева

### Поредица „Тоура Гудмундсдотир“ (Thóra Gudmundsdóttir)
1. Þriðja táknið (2005)[1][2]
Третият знак, изд.: ИК „Прозорец“, София (2007), прев. Стефан Паунов
2. Sér grefur gröf (2006)
3. Aska (2007)
4. Auðnin (2008)
5. Horfðu á mig (2009)
6. Brakið (2011)

### Поредица „Фрея и Хюлдар“ (Freyja & Huldar)
1. DNA (2014)[1][2]
ДНК, изд. „Емас“ (2019), прев. Айгир Сверисон
2. Sogið (2015)
Водовъртеж, изд. „Емас“ (2020), прев. Ваня Пенева
3. Aflausn (2016)
Изкупление, изд. „Емас“ (2021), прев. Ваня Пенева
4. Gatið (2017)
Бездна, изд. „Емас“ (2022), прев. Емилия Ничева-Карастойчева
5. Brúðan (2018)
Куклата, изд. „Емас“ (2022), прев. Емилия Ничева-Карастойчева
6. Þögn (2019)
Падане, изд. „Емас“ (2023), прев. Емилия Ничева-Карастойчева

### Поредица „Каролина и Тир“ (Karólína & Týr)
1. Lok lok og læs (2021)
Черен лед, изд. „Емас“ (2024), прев. Емилия Ничева-Карастойчева
2. Gættu þinna handa (2022)

### Детска литература
- Þar lágu Danir í því (1998)[2][3]
- Við viljum jól í júlí (1999) – награда на IBBY
- Barnapíubófinn, Búkolla og bókaránið (2000)
- B 10 (2001)
- Bíóbörn (2003)

### Екранизации
- 2008 Pressa – тв сериал, 1 епизод
- 2017 Ég man þig
- 2018 В капан, Ófærð – тв сериал, 1 епизод
- ?? Cold